# Distichona discrepans
Distichona discrepans là một loài ruồi trong họ Tachinidae.